# Grigore Grigoriu
Grigore Grigoriu, né le 4 avril 1941 à Căușeni et mort dans un accident de la route le 20 décembre 2003 à Palanca (Raion de Ștefan Vodă), est un acteur soviétique puis moldave,.

## Biographie
Grigore Grigoriu a commencé sa carrière artistique au théâtre dramatique de Bălți, où il travaille pendant six ans (1959-1965).
Les cinq années suivantes, il a travaillé dans le théâtre de télévision "Dialogue", puis à partir de 1970 - dans le Théâtre républicain pour jeunes spectateurs "Luchafarul".
Il a joué son premier rôle au cinéma en 1966 dans le film Red Meadows d'Emil Loteanu.
Grigore Grigoriu a joué en Russie, en Roumanie, en Allemagne, en Azerbaïdjan et en Ukraine, et a joué plus de soixante-dix rôles au cinéma et au théâtre. Son rôle le plus célèbre est Loiko Zobar dans le film Les Tsiganes montent au ciel sorti en 1976.
L'acteur est décédé tragiquement dans un accident de voiture le 20 décembre 2003 près du village moldave de Palanca, alors qu'il revenait de la chasse dans le raion de Ştefan Vodă. Il est enterré au cimetière central (arménien) de Chișinău.

## Hommages
Le monument avec le buste de l'acteur est érige devant la Maison de la Culture du district à Căușeni.

## Filmographie
- 1968 : Annyshka (Анничка)  de Boris Ivtchenko : Andreï, soldat de l'Armée rouge
- 1971 : Les Leoutars (Lăutarii) de Emil Loteanu : Radu Negostin
- 1976 : Les Tsiganes montent au ciel (Табор уходит в небо) de Emil Loteanu : Loïko Sobar
- 1978 : Un accident de chasse (Мой ласковый и нежный зверь) de Emil Loteanu : Polychrony Kalidis
- 1980 : Où es-tu, l'amour ? (Где ты, любовь?) de Valeriu Gagiu (en) : Viktor
- 1983 : Anna Pavlova (Анна Павлова) de Emil Loteanu : Mikhail Mordkin